# Erythrodiplax acantha
Erythrodiplax acantha – gatunek ważki z rodziny ważkowatych (Libellulidae). Występuje na terenie Ameryki Południowej.